# Шевченко (Чудновский район)
Шевче́нко (укр. Шевченка) — село на Украине, находится в Чудновском районе Житомирской области, историческое название — Хутор Шевченко.
Код КОАТУУ — 1825883202. Население по переписи 2001 года составляет 204 человека. Почтовый индекс — 13235. Телефонный код — +380 4139. Занимает площадь 0,919 км².
18 марта 2010 г. преобразовано из посёлка в село.

## Адрес местного совета
13235, Житомирская область, Чудновский р-н, с. Карповцы, ул. Ленина, 15